# Pacifigorgia symbiotica
Pacifigorgia symbiotica is een zachte koraalsoort uit de familie Gorgoniidae. De koraalsoort komt uit het geslacht Pacifigorgia. Pacifigorgia symbiotica werd in 2004 voor het eerst wetenschappelijk beschreven door Williams & Breedy. 